# Овчарово (област Хасково)
Вижте пояснителната страница за други значения на Овчарово.
Овчарово е село в Южна България. То се намира в община Харманли, област Хасково.

## География
Село Овчарово се намира в планински район.

## История
Името на селото до 1906 година селото е Куланлии или Коюнлии.
През ХVІІ век Коюнлу е част от хас в казата Джиср-и Мустафа паша. Според документи от 1698 година местното население е избягало от селото и се е установило на други места в същата каза и по-надалеч.

## Културни и природни забележителности
Край селото се намира един от малкото известни менхири в България, известен като Чучул камък.

## Известни личности
Родени в Овчарово
- Вълчо Стоев (р. 1952), гюлетласкач